# Cercospora duddiae
Cercospora duddiae är en svampart som beskrevs av Welles 1923. Cercospora duddiae ingår i släktet Cercospora och familjen Mycosphaerellaceae.   Inga underarter finns listade i Catalogue of Life.